# Climax Studios
Climax Studios là một hãng phát triển trò chơi điện tử của Anh có trụ sở tại Portsmouth, nổi tiếng nhất với trò chơi hành động nhập vai năm 2004 Sudeki và các trò chơi kinh dị sinh tồn năm 2007 và 2009 Silent Hill: Origins và Silent Hill: Shattered Memories và thương hiệu Silent Hill .

## Lịch sử
Climax do Karl Jeffery thành lập vào ngày 3 tháng 2 năm 1988.
Vào tháng 10 năm 1998, Climax thông báo thành lập Climax PC Studio, một xưởng phụ tập trung vào phát triển trò chơi máy tính cá nhân và đặt văn phòng bên cạnh trụ sở chính của Climax. Một xưởng khác như vậy, Climax Game Boy World, ra mắt trong dịp E3 1999 và tập trung vào phát triển cho dòng thiết bị chơi trò chơi cầm tay Game Boy.
Tháng 9 năm 1999 Tony Beckwith và Greg Michael thành lập Pixel Planet, một xưởng có trụ sở tại Brighton, hợp tác với Climax vào tháng 11 năm 1999, nhờ đó Pixel Planet trở thành một phần của tập đoàn Climax, đổi tên thành Climax Brighton.
Tiếp theo là Anthill Studios có trụ sở tại Nottingham, được mua lại vào tháng 6 năm 2000 và đổi tên thành "Climax Nottingham". Xưởng này, dưới sự lãnh đạo nối tiếp của người sáng lập Paul Carruthers, phụ trách trò chơi Warhammer Online, dựa trên nhượng quyền thương mại Warhammer của Games Workshop. Đến thời điểm này, các xưởng chính tại trụ sở Fareham của tập đoàn Climax đã hợp nhất dưới tên "Climax Fareham". Studio Climax Brighton chuyển đến Hove vào tháng 8 năm 2000. Khi hãng Charybdis thấy thừa nhân viên vào tháng 4 năm 2001, Climax thông báo có ý định thuê lại 20 nhân viên cũ tại xưởng Nottingham.
Climax cũng mua lại Syrox Developments của Kingston-upon-Thames vào tháng 6 năm 2001.
Tháng 7 năm 2001, Geoff Heath được bổ nhiệm làm chủ tịch của Climax.
Climax Fareham chuyển đến Portsmouth, thành lập văn phòng ở trung tâm Gunwharf Quays, vào tháng 7 năm 2002, đổi tên thành "Climax Solent". Bộ phận hành chính của tập đoàn Climax vẫn ở Fareham.
Xưởng thứ năm có trụ sở tại Venice, California. Bộ phận âm thanh do Steve Rockett (trước đây thuộc Crawfish Interactive) khai trương vào tháng 10 năm 2003.
Tháng 11 năm 2004, Climax hợp nhất các xưởng ở London và Solent lấy tên "Climax Action" và đổi tên các xưởng Brighton và Nottingham thành "Climax Racing" và "Climax Online".
Năm 2006 Konami thông báo Climax Action đang thực hiện phần tiếp theo trong loạt trò chơi nổi tiếng Silent Hill sau khi nhóm phụ trách phát triển loạt trong nội bộ của Konami là Team Silent, đã bị giải tán. Trò chơi lấy tên là  Silent Hill: Origins và độc quyền cho PlayStation Portable. Vào tháng 10 năm 2007, trò chơi phát hành với nhiều đánh giá tích cực. Năm 2008, phát triển phần tiếp theo của trò chơi trên PlayStation 2.
Kingston Studio của Climax đã đóng cửa vào tháng 2 năm 2008, cho nên trụ sở Portsmouth là xưởng duy nhất còn lại.
Climax Studios đã từng được rút gọn thành Climax vào năm 1988. Vào cuối những năm 90, công ty đã chuyển hai trò chơi nổi tiếng của Blizzard Entertainment sang hệ máy gia đình. Warcraft II: Tides of Darkness, cùng với gói mở rộng chính thức Beyond the Dark Portal, phát hành cho Sony PlayStation và Sega Saturn như Warcraft II: The Dark Saga năm 1997, một bản PlayStation của Diablo phát hành theo sau vào năm 1998.
Năm 1999, văn phòng của công ty chuyển đến Fareham. Studio chuyển đến Gunwharf Quays ở Portsmouth vào năm 2002 và đổi tên thành Climax Solent vào năm 2003.
Vào năm 2009, có thông báo rằng Climax đang làm việc trên một trò chơi Silent Hill khác cho hệ máy Wii của Nintendo có tựa đề Shattered Memories. Trò chơi là phiên bản làm lại của Silent Hill gốc, mặc dù thuật ngữ "tái tưởng tượng" dùng để nhấn mạnh rằng nó sẽ cung cấp một trải nghiệm hoàn toàn mới. Đồng thời công bố các phiên bản sau cho PlayStation 2 và PlayStation Portable/
Trong những năm gần đây, Climax đã phát triển và xuất bản một số tựa VR, bao gồm Lola and The Giant (giới thiệu tại sự kiện I/O'17 của Google), Bandit Six, Gun Sight, DCL: The Game và Dirt Rally 2.0 đồng phát triển với Codemasters.
Năm 2007, Jeffrey sở hữu 100% cổ phần của hãng. Keywords Studios đã mua lại Climax Studios vào tháng 4 năm 2021 với giá 47 triệu bảng Anh.

## Cựu các công ty con
- Climax PC Studio - Thành lập vào tháng 10 năm 1998.
- Climax Game Boy World - Thành lập tháng 7 năm 1999.
- Climax Racing (Climax Brighton) - Trước đây là Pixel Planet; hợp tác vào tháng 9 năm 1999. Bán cho Buena Vista Games vào tháng 9 năm 2006 và sau đó đổi tên thành Black Rock Studio.[23]
- Climax Online (Climax Nottingham) - Trước đây là Anthill Studios; mua tháng 6 năm 2000.
- Climax Kingston - Trước đây là Syrox Developments; mua lại vào tháng 6 năm 2001. Đóng cửa tháng 2 năm 2008.
- Climax Action (Climax Fareham và Climax London) - Hợp nhất vào tháng 11 năm 2004.